# ネオジムウェークフィールド石
ネオジムウェークフィールド石（ネオジムウェークフィールドせき、 Wakefieldite-(Nd)）は、2011年に発表された日本産新鉱物で、産業技術総合研究所の鉱物学者守山武などにより、高知県香美市の有瀬（あらせ）層状鉄マンガン鉱床から発見された。 化学組成はNd(VO4)で、正方晶系。ゼノタイム(Xenotime)のグループに属し、既に発表されていたウェークフィールド石(Wakefieldite)（ランタン・セリウム・イットリウムを主としたものがある）と同形同構造でネオジムを主とした種である。
模式地標本では黒色の鉄マンガン鉱石の中にイットリウムウェークフィールド石、ランタンウェークフィールド石と共に産出し、電子顕微鏡などが無ければ分析は困難である。